# Nerešeni problemi v fiziki
Sledi nepopoln seznam pomembnih nerešenih problemov v fiziki. Nekateri od njih so teoretični, kar pomeni, da obstoječe teorije ne morejo pojasniti vseh opazovanih pojavov ali eksperimentalnih rezultatov. Drugi so eksperimentalni in jih je moč opraviti le z veliko težavo ali pa sploh ne. Ne morejo preskusiti napovedi teorij ali pa podrobno raziskati določenega pojava.
- Curki akrecijskih diskov. Zakaj akrecijski diski, ki obkrožajo nekatera astronomska telesa kot so na primer jedra aktivnih galaksij, oddajajo curke valovanja v smeri svojih polarnih osi?
- Amorfne trdnine. Kakšna je narava faznih prehodov med tekočino ali navadno trdnino in stekleno fazo. Kakšna mikroskopska fizika povzroča splošne lastnosti stekel?
- Energija jedrskega zlivanja. Ali je možno zgraditi delujoč jedrski reaktor s pomočjo jedrskega zlivanja namesto jedrske cepitve?
- Problem vrtenja galaksije. Zakaj se galaksije vrtijo s hitrostmi, ki niso v skladu z njihovimi navideznimi masami?
- Izbruhi žarkov gama. Kakšna je narava teh nenavadnih energijskih astronomskih teles?
- Gravitacijsko valovanje. Ali je možno zgraditi napravo za odkrivanje gravitacijskih valov, ki jih na primer seva par nevtronskih zvezd? Takšna naprava bi bila neprecenljiva za opazovalno astronomijo.
- GZK paradoks. Zakaj nekateri kozmični žarki vsebujejo previsoke energije, saj v bližini Zemlje ni dovolj močnih izvorov kozmičnih žarkov, kozmične žarke z oddaljenih izvorov pa bi absorbiralo kozmično mikrovalno prasevanje?
- Visokotemperaturni superprevodniki. Zakaj nekatere snovi kažejo superprevodnost pri temperaturah precej višjih od 20 K?
- Magnetni monopoli. Ali obstajajo delci, ki nosijo »magnetni naboj« in če, zakaj jih je tako težko zaznati?
- Kvantna kromodinamika (QCD) v načinu brez motenj. Enačbe QCD ostajajo nerešene pri energijah, ki veljajo v atomskem jedru. Kako QCD vpliva na fiziko jedra in na njegovo sestavo?
- Kvantni računalniki. Ali je možno zgraditi delujoč računalnik, ki bi deloval s pomočjo kubitov (kvantnih bitov)?
- Kvantna gravitacija. Kako se lahko poveže kvantna mehanika s splošno teorijo relativnosti? Ali naše trenutno razumevanje gravitacijske sile ostaja pravilno v mikroskopskem svetu?
- Kvantna mehanika ob korespondenčni meji. Ali obstaja prednostno podajanje kvantne mehanike? Kako kvantni opis stvarnosti, ki vsebuje elemente kot sta superpozicija stanj in zrušitev valovne funkcije, povzroča stvarnost, ki jo dojemamo?
- Spintronika. Ali je možno zgraditi delujočo elektronsko napravo, ki bi uporabljala lastnosti spinov elektronov namesto njihovih električnih nabojev?
- Parametri standardnega modela. Kaj vodi do standardnega modela fizike delcev? Zakaj imajo mase in sklopitvene konstante delcev v njem takšne izmerjene vrednosti? Ali Higgsov bozon, ki ga model predvideva, v resnici obstaja?
- Supersimetrija. Ali je supersimetrija simetrija narave? Če je temu tako, kako se zlomi in zakaj?
- Teorija vsega - ali obstaja, kako vpliva na vse in kako vpliva na nas?
- Potovanje v času. Ali je možno?
- Turbulenca. Ali je možno izdelati teoretični model, ki bi opisal obnašanje turbulentne tekočine in še posebej njegove notranje zgradbe?